# Tachycardie ventriculaire
La tachycardie ventriculaire est un trouble du rythme cardiaque secondaire due à une activation non contrôlée des ventricules cardiaques.

Sa dangerosité est due à sa mauvaise tolérance et au risque d'arrêt cardiaque, après fibrillation ventriculaire.

## Physiopathologie
La tachycardie ventriculaire est liée à la présence d'une voie de réentrée intraventriculaire. Une extrasystole ventriculaire peut ainsi pénétrer le circuit de la réentrée, provoquant une tachycardie ventriculaire soutenue (prolongée). Cette voie est souvent secondaire à une cicatrice d'un infarctus du myocarde ou d'une lésion de fibrose dans une cardiomyopathie.

## Clinique
Le sujet ressent le plus souvent une tachycardie régulière à début brutal, généralement mal tolérée (avec collapsus, insuffisance cardiaque, malaise lipothymique, voire syncope).

## Électrocardiogramme
L'ECG va montrer :
- une tachycardie régulière ;
- une dissociation auriculo-ventriculaire (les complexes QRS sont plus nombreux que les ondes P) ;
- les complexes QRS sont larges (> 0,12 s) ;
- des complexes de capture, liés à une activation supra-ventriculaire des ventricules : les oreillettes vont conduire aux ventricules et cela donnera des complexes QRS ayant la même forme que les complexes QRS lorsque le rythme est sinusal (rythme normal) ;
- des complexes de fusion.

On parlera de tachycardie ventriculaire monomorphe si tous les complexes QRS sont identiques et de tachycardie ventriculaire polymorphe si les complexes QRS ont des formes différentes.
Une tachycardie ventriculaire non soutenue est une salve comprenant plus de 3 complexes et durant moins de 30 secondes et dont la fréquence est supérieure à 120/min. Des définitions alternatives cependant existent, variant sur la durée ou sur la fréquence minimale. Si la salve dure plus de 30 secondes, on parle alors de tachycardie ventriculaire soutenue. Si la fréquence est plus basse, on parle alors de « RIVA » (rythme idio-ventriculaire accéléré).

## Causes
Il faut rechercher une cardiopathie sous-jacente :
- une cardiopathie ischémique, hypertensive ;
- une valvulopathie évoluée, un prolapsus de la valve mitrale ;
- une cardiomyopathie hypertrophique ou dilatée ;
- une dysplasie ventriculaire droite arythmogène ;
- une tachycardie ventriculaire polymorphe catécholergique.

Il faut également rechercher un facteur déclenchant ou favorisant :
- un trouble métabolique (hypokaliémie, hypoxie, état de choc) ;
- une endocrinopathie (hyperthyroïdie) ;
- une cause médicamenteuse (surdosage digitalique, effet pro-arythmogène des antiarythmiques) ;
- la prise de toxiques (tabac, thé, café, alcool, cocaïne) ;
- une infection.

## Traitement
La prise en charge des troubles du rythme ventriculaire a fait l'objet de la publication de recommandations. Celles de l'European Society of Cardiology ont été mises à jour en 2022.

### Traitement de la crise
En cas de crise de tachycardie, si la tolérance est médiocre, on utilisera le choc électrique externe. Si elle est bonne, on tentera une réduction médicamenteuse.

### Traitement préventif
Le traitement de fond repose, dans la mesure du possible, sur le traitement de la cause (correction chirurgicale d'une maladie valvulaire, revascularisation en cas d'insuffisance coronarienne, correction d'une hypokaliémie…).
Si la cause n'est pas accessible à un traitement, la mise en place d'un défibrillateur automatique implantable se doit d'être discuté. Ce dispositif permet la détection d'une récidive de trouble rythmique et sa régularisation par la délivrance d'un choc électrique par une électrode située à la pointe du ventricule droit.
Un traitement médicamenteux peut être associé. Ce sont essentiellement les bêta-bloquants qui sont utilisés, réduisant substantiellement le nombre de crises mais pas de manière suffisante si l'atteinte du muscle cardiaque est importante. Une alternative est l'amiodarone.
Dans certains cas (tachycardies ventriculaires récidivantes et monomorphes, c'est-à-dire, issues, à chaque fois, de la même zone du ventricule et suffisamment bien tolérée à moyen terme), une ablation par radiofréquence peut être proposée. La zone ventriculaire responsable est déterminée au cours d'une exploration électrophysiologique, le patient étant en tachycardie ventriculaire (d'où la nécessité qu'elle soit bien supportée). Elle est cautérisée et circonscrite par une sonde dont l'extrémité est chauffée par un courant de radio fréquence. L'examen est aidée par un système de cartographie tridimensionnelle du cœur. Cette technique a une bonne efficacité mais le risque de récidive n'est pas éliminé et ne permet pas, en règle, de se passer de l'implantion d'un défibrillateur. L'ablation en rythme sinusal est possible mais plus complexe.